# You Was Right
«You Was Right» — песня американского рэпера Lil Uzi Vert, вышедшая 27 мая 2016 года в качестве третьего сингла с его третьего микстейпа Lil Uzi Vert vs. the World на лейблах Atlantic Records и WEA Records.

## История
You Was Right получил более 45 миллионов прослушиваний на SoundCloud. Песня попала на 40 позицию в американском чарте Billboard Hot 100.

## Музыкальное видео
Официальное музыкальное видео было выпущено 5 октября 2016 года. Оно было снято Спайком Джорданом.
9 мая 2017 музыкальное видео, спродюсированное SomeHoodlum, было выпущено на YouTube.

## Коммерческий успех
Песня была продана тиражом более двух миллионов экземпляров в США и была сертифицирована двойной платиной RIAA 26 февраля 2018 года. Ранее, в 2017 году, она была сертифицирована золотой и платиновой.

## Творческая группа
По данным Tidal.
- Metro Boomin – продюсер, музыкальный программист, автор песни
- Lil Uzi Vert – основной исполнитель, автор песни
- Chris Athens – мастеринг
- Kesha "K. Lee" Lee – миксинг, запись

## Чарты
| Чарт (2016)                           | Высшая позиция |
| ------------------------------------- | -------------- |
| США (Billboard Hot 100)               | 40             |
| США (Billboard Hot R&B/Hip-Hop Songs) | 16             |
| США (Billboard Hot Rap Songs)         | 11             |

| Чарт (2016-2017)                     | Высшая позиция |
| ------------------------------------ | -------------- |
| US Hot R&B/Hip-Hop Songs (Billboard) | 62             |
| US Hot R&B/Hip-Hop Songs (Billboard) | 97             |

## Сертификации
| Регион | Сертификация  | Продажи   |
| --- | ------------- | --------- |
| США (RIAA) | 2× Платиновый | 2 000 000 |
| * Данные о продажах приведены только на основе сертификации. · ^ Данные о тиражах приведены только на основе сертификации. · Данные о продажах + прослушиваниях приведены только на основе сертификации. |               |           |